# Гаэйраш
Гаэ́йраш (порт. Gaeiras)  —  район (фрегезия) в Португалии,  входит в округ Лейрия. Является составной частью муниципалитета  Обидуш. По старому административному делению входил в провинцию Эштремадура. Входит в экономико-статистический  субрегион Оэште, который входит в Центральный регион. Население составляет 3544 человека на 2006 год. Занимает площадь 10,20 км².